# Mahaddei Uen
Mahaddei Uen (anche chiamata Mahadaay Weyn in somalo) è un villaggio nella regione somala del Medio Scebeli situato 120 km a nord di Mogadiscio e a 25 km a nord di Giohar, è capitale del distretto omonimo.